# ستيفن هوغ
ستيفن هوغ (بالإنجليزية: Steven Hogg)‏ (1 أكتوبر 1985 في المملكة المتحدة - ) هو لاعب كرة قدم بريطاني في مركز الوسط. لعب مع شروزبري تاون ومانشستر يونايتد ونادي يورك سيتي وسالفورد سيتي وRochdale Town F.C. ‏ وGretna F.C. ‏.

## وصلات خارجية
- ستيفن هوغ على موقع قاعدة بيانات كرة القدم.إي يو (الإنجليزية)
- ستيفن هوغ على موقع Soccerbase.com (لاعب) (الإنجليزية)